# Hornum (plaats)
Hornum is een plaats in de Deense regio Noord-Jutland, gemeente Vesthimmerland. De plaats telt 962 inwoners (2008). 
Hornum is ontstaan als stationshalte bij Ulstrup. Omdat er al een station Ulstrup bestond kreeg het station de naam Hornum. Het ligt aan de voormalige spoorlijn Hobro - Løgstør. Het stationsgebouw is bewaard gebleven.